# Kopiec Bzowskich
Kopiec Bzowskich znajduje się w południowo-wschodniej części wsi Będkowice na wzniesieniu zwanym „Na Kamyku”. Ma ok. 5 m. wysokości oraz średnicy w podstawie ok. 20 m. Na szczycie kopca znajduje się ponad 200-letni mierzący ok. 2 m metalowy krzyż oraz współczesna tablica z inskrypcją (niestety zawierającą błąd rzeczowy – por. historia Będkowic). W 2009 krzyż został złamany przez grupę wandali, sprawców ujęto, a szkoda została naprawiona. W okresie rozbiorów Będkowice znalazły się na terenie zaboru rosyjskiego tuż przy granicy z Austrią szczyt kopca służył wówczas rosyjskim służbom granicznym jako dobry punkt obserwacyjny. Do dziś przy odpowiedniej widoczności ze szczytu kopca można zobaczyć panoramę Krakowa, a nawet Tatry.

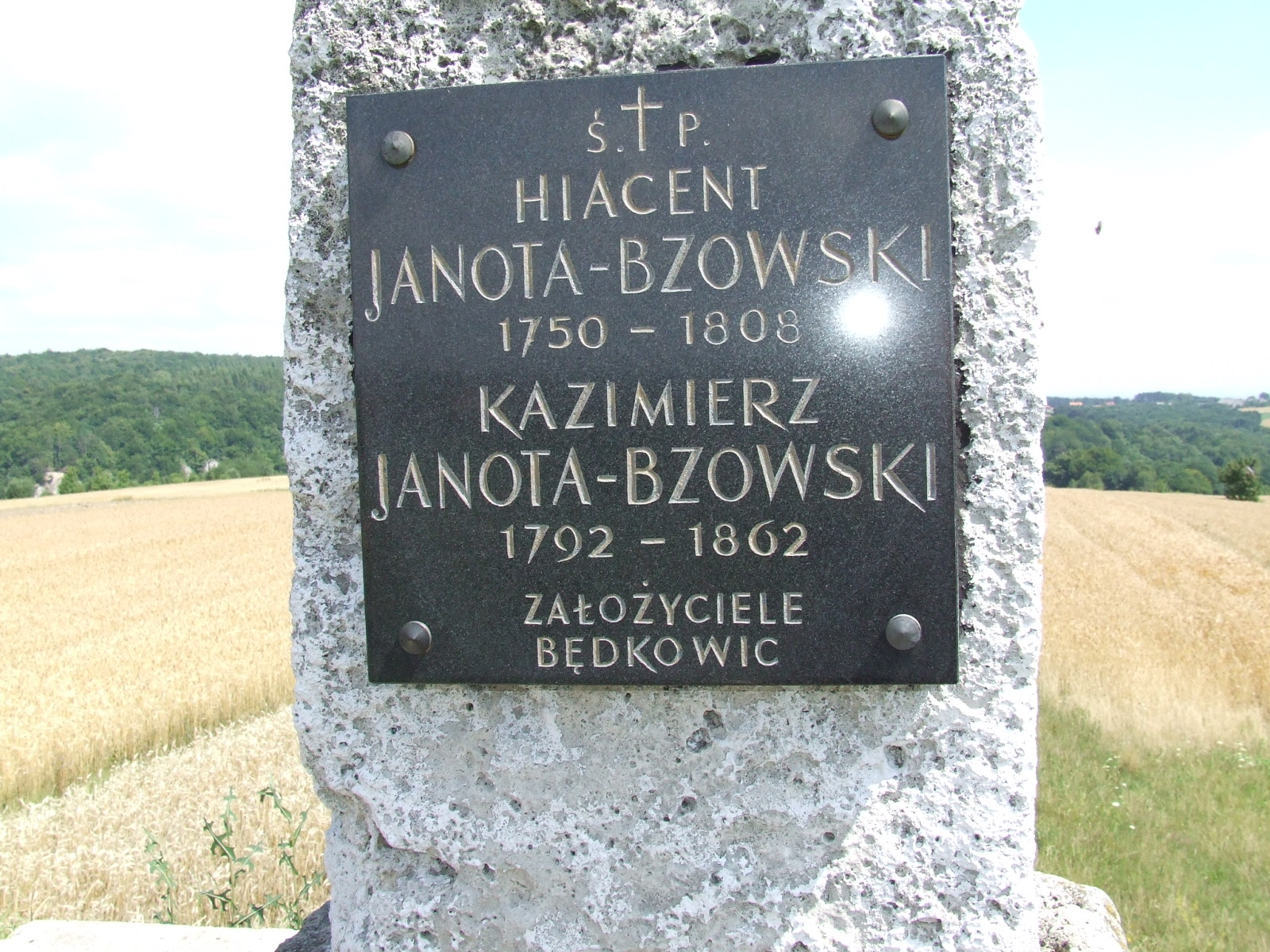
Tablica nagrobna Bzowskich

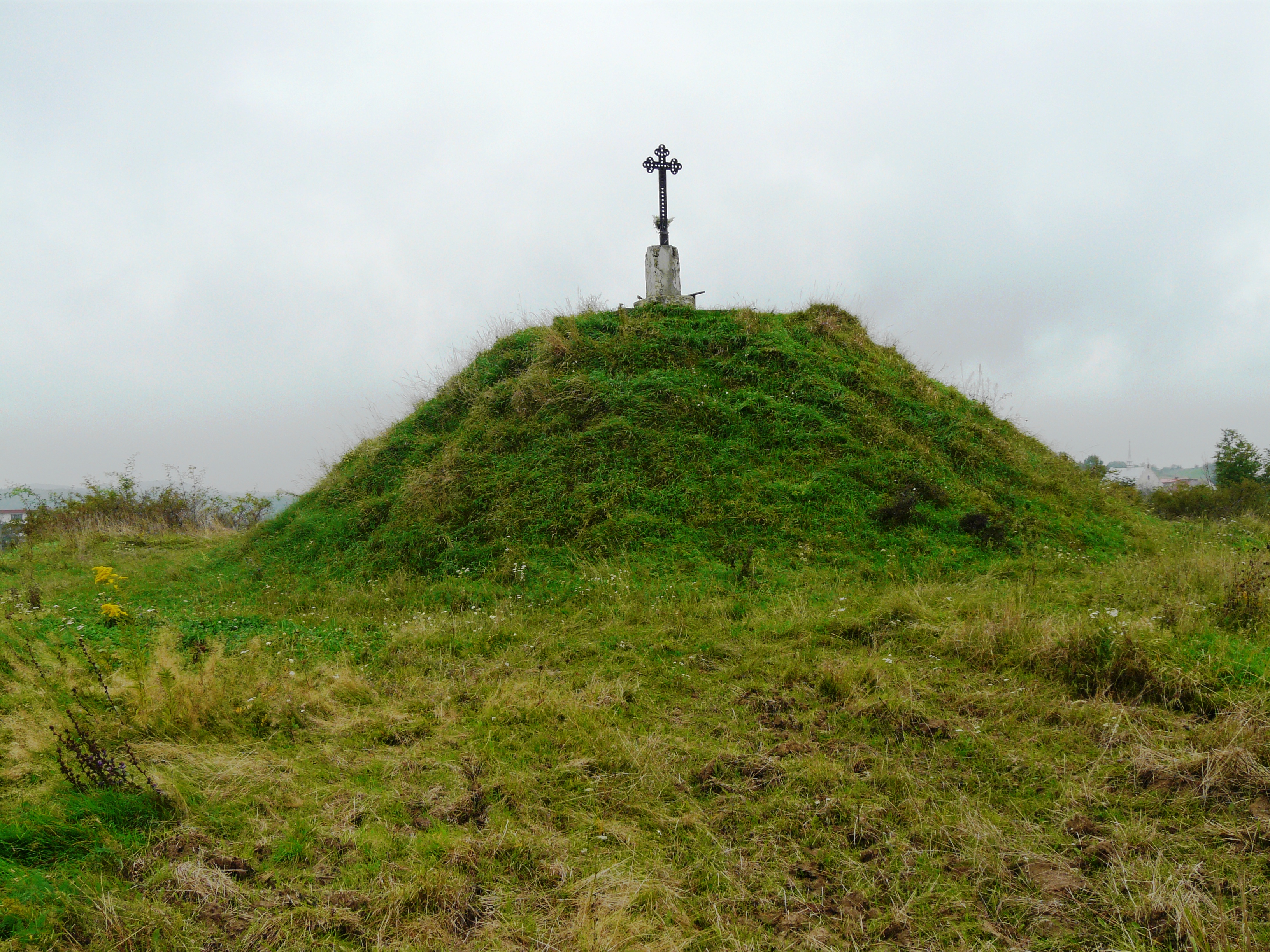
Kopiec w 2010

Kopiec jest mogiłą dwóch przedstawicieli rodu Bzowskich. Spoczywają w niej ojciec i syn:
Hiacent (Jacek) Janota Bzowski – ur. 15 sierpnia 1750 w Gruszowie syn Józefa Felicjana i Teofili z Jordanów. W 1775 został burgrabią krakowskim, w 1786 będąc posłem na sejm został lustratorem skarbu Wielkiego Księstwa Litewskiego. W 1790 był komisarzem cywilno-wojskowym, zwolennikiem Konstytucji 3 maja, na którą odebrał przysięgę od profesorów UJ w dniu 10 lutego 1792 r., pełniąc wówczas funkcję marszałka sejmiku krakowskiego. Był kawalerem Orderu św. Stanisława z gwiazdą. W 1787 poślubił Salomeę Zawadzką, córkę podstolego czernichowskiego Andrzeja. Miał z nią trzech synów: Kazimierza, Andrzeja, Cypriana oraz córkę Teofilę. Zmarł jako członek wspólnoty braci polskich 19 listopada 1808 w Będkowicach.
Kazimierz Janota-Bzowski – był oficerem w armii Księstwa Warszawskiego, adiutantem księcia Józef Poniatowskiego, uczestnikiem bitwy pod Lipskiem. Po 1815 r. wystąpił z wojska i osiadł na stałe w Gruszowie, a następnie w Lipnicy Dolnej, w której gospodarzył od 1828 r., a stał się jej właścicielem w roku 1834. Zmarł 26 maja 1862 r. i zgodnie ze swoim ostatnim życzeniem został pochowany obok ojca w Będkowicach. Na utrzymanie kopca w testamencie przeznaczył 2000 złotych polskich, czyli 300 srebrnych rubli.
Przydomek Janota rodzina Bzowskich przyjęła na pamiątkę założyciela rodu, Jana z Bzowa, zwanego Janotą.